# 何礼之
何 礼之（何 禮之、が のりゆき／れいし、天保11年7月13日（1840年8月10日） - 大正12年（1923年）3月2日）は、江戸時代末期（幕末）から明治時代にかけて活躍した日本の翻訳家、幕臣、官僚、裁判官、教育者、唐通事。通称は礼之助。姓は「か」ではなく「が」と読む。
英語稽古所学頭を務めたほか、長崎で創設した塾は、塾生が300名を越え、維新後に活躍する多くの英才を輩出したが、その実績は幕末蘭学における緒方洪庵の適塾、伊東玄朴の象先堂、佐倉の順天堂と対比すべく、同じ英学においては福澤諭吉の慶應義塾に匹敵するものであった。開成所（現・東京大学）教授も務め、大阪洋学校（現・京都大学）の創設者でもある。岩倉使節団の一員としても活躍し、自由民権運動に大きな影響を与えるなど、教育者、外交官、翻訳者として、様々な立場で日本の近代化に多大な貢献をした。内務省権大書記官、翻訳局長、元老院議官、高等法院予備裁判官、貴族院議員も務めた。

## 略歴

### 英語の独習と通訳業
天保11年（1840年）肥前国長崎西上町（伊良林郷）に何海庵系の8代目として生まれる。父は唐通事で住宅唐人の子孫である何静谷（栄三郎）。天保15年（1845年）父の引退に伴い、5歳で家督を継ぐ。幼い頃から唐通事界の先輩である鄭幹輔や呉泰蔵に従って唐話（中国語）を学んだ。15歳の頃中国語を修めた。
この頃、外国艦が日本近海に迫り、開国を求める動きが加速していたため、西欧語の習得が必要性を増していた。礼之助は在長崎の唐人から華英辞典を求め、当初は独学で英語を学んだという。安政5年（1858年）に日米修好通商条約が締結されると、長崎も開港地となり通商が開始されたため、幕府から税関業務の従事を命ぜられた。また、幕府が設立した長崎英語伝習所で英語を学び、後には教師も務めた。
1859年1月（安政5年12月）、幕府の長崎奉行・岡部長常から英語修学のため長崎新地前英人止宿所へ赴くように命じられ、英国船に乗組の中国人から英語を学ぶ。この時英語修学を命じられたのは、何礼之、平井義十郎（希昌）、游龍彦三郎、彭城大次郎、太田源三郎の唐通詞の同僚5名であった。何礼之と平井義十郎は成績優秀として表彰された。
続いて1859年2月4日（安政6年正月2日）に唐通事らの積極的な英語学修を提唱した鄭幹輔に率いられて、長崎に停泊中のアメリカ船に赴き、宣教師で医師でもあるアメリカ人のマクゴーワン（マガウアン、マゴオン、D.J.Macgowan、瑪高温）から英語を学んだ。2週間ほどで船が出帆したことから、それ以後、出島に滞在するウォルシュ（ウオルス、ワルシ、Richard James Walsh、ウォルシュ兄弟の3番目の弟）から出島の居宅と興善町の唐通詞会所で英語を学ぶ。同年5月2日には、上海から米国聖公会の宣教師ジョン・リギンズが長崎に来日すると、リギンズは長崎奉行・岡部長常の要請から崇福寺境内の広徳院に立教大学の源流となる私塾を開設し、鄭幹輔、何礼之、平井義十郎（希昌）ら公式通事8名は英学を学んだ。その後、同年6月25日来日したチャニング・ウィリアムズ（立教大学創設者）、同年11月7日に来日したグイド・フルベッキより、通事の同僚の平井希昌らとともに引き続き本式の英語を学び、次第に通訳・読書が上達し英語の達人となっていった。文久元年（1861年）にロシアによって対馬が占拠される事件（ロシア軍艦対馬占領事件）が起きると、長崎奉行の退去交渉に通訳として随行した。

### 外交・関税業務と英語稽古所での教授
英語通訳の功績により、文久3年（1863年）7月に通事職の最高位である長崎奉行所支配定役格に平井希昌（義十郎）とともに任ぜられ、幕臣となり、外交及び関税のことを取り扱う。ついで、外交・税関の公務多忙のなか、平井希昌（義十郎）とともに英語稽古所学頭に任じられ、立山奉行所内の長屋を借り受けて英語稽古所の新校舎として、幕士、地役人の子弟及び諸藩の学生を教授する。同年孝明天皇に攘夷を約束した幕府は12月に不可能を承知の上で横浜港の再封鎖を交渉するため、フランスへ外国奉行池田長発を全権とする交渉団を派遣することになったが、礼之助も通訳として随行を命ぜられる。この時、前島密も礼之助の従者として仕えた。しかし江戸へ向かう便船が途中で故障して遅延したため、随行は叶わなかった。

### 英学私塾開設と下関戦争
長崎は数百年来、外国との互市場（貿易を行う場所）のため、土地の人士（地位や教育がある人）は概ね通訳を専攻し、学の向上のために学業を修める者が少なかった。そこで、同じく文久3年（1863年）に、この弊害を改革することを建議したところ、採用されるに至った。英語稽古所は学生が次第に増え、校舎が狭くなったことから文久3年12月に校舎を江戸町の活版所跡に移し、「洋学所」と改称された。
元治元年（1864年）には長崎の自邸で英語の私塾を開き、塾長に据えた巻退蔵（のち前島密、内務省駅逓局長、逓信次官）、林謙三（のち安保清康）、中村某（のち青江秀）、瓜生雷吉（のち瓜生震、瓜生寅の弟）、その他数十名が塾生として学び、多くの弟子を育てた。鮫島誠造（鮫島尚信）も何礼之の元で学んでいる。
元治元年（1864年）7月、イギリス、フランス、アメリカ、オランダの四国連合艦隊が下関砲撃（下関戦争）のため横浜を出港し進発すると、幕府からこれを阻止すべく命があり、昼も夜も休まずに急行し、豊後姫島の根拠地に向かった。到着すると、既に艦船が出帆した後で及ばなかったが、出帆した艦中には、志道聞多（井上馨）、伊藤俊介（伊藤博文）の2名があり、和服に改装して、日本の小艇で長州領内に上陸したと姫島の島吏より報告があった。この時、井上と伊藤は、イギリス留学から急遽帰国して、姫島までイギリスの外交官アーネスト・サトウによって英国艦隊で送り届けられたものであった。
元治元年（1864年）9月には、塾長の前島密が、何礼之の許可を得て瓜生寅とともに、苦学生のために塾の寄宿舎的な存在となる培社を、ウィリアムズやフルベッキが暮らした崇福寺の境内の広福庵に開設した。
元治2年（1865年）には長崎奉行・服部常純の支援を得て、奉行所公認により、自邸内の空地に私塾の塾舎を新築して修学に集中できる環境を整えると、入塾生が次から次へと増えることとなり、諸藩及び地役人の子弟を合わせて塾生三百名余（塾生は百数十名、塾外生は二百名）を数える大塾となった。塾舎新設の際の奉行所からの援助は九拾九両という大金で、塾は准奉行所立、つまり准官立といってもよいものとなった。塾頭には陸奥宗光、助教には石丸安世が就いた。また、フルベッキが一番弟子である何礼之の依頼により、幕府の洋学所及び後の済美館で教えるよりも早くこの何礼之の私塾で教えている。
元治2年以降の主な塾生
- 薩摩藩

前田弘安／弘庵（前田正名、農商務省大書記官、東京農林学校長）、原田荘助（原田宗介）、白峰駿馬（海援隊士、白峯造船所長、実は越後長岡藩士）、錦戸広樹（陸奥宗光、海援隊士、外務大臣、紀州藩士だが当時薩摩藩士を称した）、谷村小吉、岸良俊之丞（岸良兼養）、川崎強八、高橋四郎左衛門（高橋新吉、英学者、日本勧業銀行総裁）、鮫島武之助（鮫島尚信の弟）、ほか数10名
公私目録の薩摩藩子弟入門記事に原田宗英（原田宗師）、渡辺出雲、汾陽次郎左衛門（汾陽次郎右衛門）、谷村小助の名もある。
- 加賀藩（加州）

高峰譲吉（工学博士、薬学博士）、芝水昌之進、ほか20余名
公私目録の薩摩藩子弟入門記事に加州・明石格庵（明石春作）の名もある。
- 土佐藩

野村維章、萩原三圭（日本初のベルリン大学医学生）、ほか10余名
- 肥前藩（佐賀藩）

石丸虎五郎（石丸安世）、山口範三（山口尚芳）、牟田豊、野田益晴、ほか数名
- 阿波藩

高橋顕正（芳川顕正、東京府知事、文部大臣、内務大臣など）、山田要吉（帝国大学機械工学教授、慶応元年済美館入学、明治3年大学南校入学）、高良二（第2代大阪英語学校長、初代校長は高橋是清、蘭医高良斎の次男）、ほか10余名
- 筑前藩

井上良一、本間英一郎、栗野慎一郎（初代駐フランス特命全権大使）、そのほか
- 長崎士族

柳谷謙太郎（特許局長、サンフランシスコ日本国領事館最初の日本人領事）
- その他

熊本、久留米、柳川、松前藩等の諸氏

上記の通り、東洋のルソーといわれる中江兆民に蘭学を教えた土佐藩の萩原三圭も塾生であったが、兆民は蘭学の師匠である細川潤次郎の推薦で土佐藩留学生として来崎するが、何礼之の同僚の平井希昌（義十郎）に長崎でフランス語を学び、同郷の坂本龍馬とも親交を持った。
何礼之は、英語稽古所の後身である幕府の洋学所でも教えたが、元治2年（1865年）に長崎長州藩邸の跡に後身となる学校を建て、「済美館」と名づけ、平井希昌（義十郎）とともに学頭を務めて英学教育のほか、フランス語、ドイツ語教育のため専門教員を招聘した。
同元治2年（1865年）、長崎奉行・服部常純の命により、英国海兵陸戦隊操典を翻訳する。

### 江戸へ
その後、慶応3年（1867年）7月、幕府開成所（現・東京大学）教授並となり、江戸へ赴く。江戸でも私塾を開き、星亨（衆議院議長、逓信大臣）、中村六三郎（三菱商船学校初代校長）、土取忠良などに英語を教えた。王政復古の後は、幕府陸軍総裁・勝海舟の通訳を務めた。

### 維新後の活躍
1868年4月6日（明治元年3月14日）、五箇条の誓文が公布されると、同月（旧暦3月）に開成所教授並であった何礼之助は「仮語学所積高」作成し、舎密局、医学館、語学所の3施設からなる大学校設置を計画する。
明治元年（1868年）6月に新政府の開成所（現・東京大学）御用掛、訳官となる。同月（旧暦6月）に、大阪府知事の後藤象二郎と参与兼外国官副知事の小松帯刀（小松清廉）が同年春に江戸の開成所内に開校されたばかりの理化学校の大阪移転を建言すると、翌月（旧暦7月）に、明治新政府は理化学校を舎密局として大阪に創設することを決定する。この決定に伴い、大阪行きを命ぜられると、同じ開成所御用掛の田中芳男、神田孝平、箕作麟祥と教師のクーンラート・ハラタマおよび生徒数名とともに大阪に派遣された。大阪では外国事務局で小松帯刀（小松清廉）を補佐する一等訳官も務めた。
また、大阪中之島の高松藩邸でも私塾を開塾し、堂島川に架かる玉江橋に因んで「瓊江塾」と称した。ここでは濱尾新（帝国大学総長、文部大臣）、奥山政敬（大阪英語学校長）などに教えている。また、同明治元年（1868年）には長谷川芳之助（工学博士、官営八幡製鐵所創設者の一人）が学んだ。
大阪中之島時代の主な塾生
- 高松

松田周次、高原弘道（高原弘造、建築家）、ほか数名
- 尾洲（尾張）

加藤謹一郎、小川金冉吉（日本郵船ロンドン支店長）、ほか数名
- 和歌山

林和太郎（第三高等学校／現京都大学・岡山大学教授、林桂の父）、戸波親信、ほか数名
- 豊岡

浜尾新（濱尾新、第8代東京帝国大学総長、文部大臣）、吉村寅太郎（第二高等中学校校長、第四高等学校校長）、ほか数名
- 土佐

芳野春弥（豊川良平、小野春彌、明治義塾塾長）、ほか数名
- 大野

宮崎道正、ほか数名
- 薩洲

奥山政敬（大阪英語学校／現・京都大学校長、地方裁判所長）、鮫島武之助、ほか数名
- 大阪

長谷川芳之助（鉱山学者）、ほか数10名
- その他

姫路、狭山、高槻、龍野等より数10名あり

明治元年（1868年）10月4日、舎密局の校舎が大阪城西側大手前旧城番邸跡に起工し、同月に大阪府が新大学校設立の布告案作成し、様々な教科を対象とする総合的教育機関を構想することとなった。
明治2年（1869年）3月下旬には、舎密局の校舎が竣工し、同年5月1日に舎密局で開講式が挙行され、同年5月8日に授業が開始された。東京では、同年6月15日に、昌平学校が大学校となり、開成学校と医学校はその分局となり、幕府学問所の流れを汲む3官立学校が統合された。
この間、大阪洋学校（現・京都大学、岡山大学医学部）設立に奔走し、明治2年8月に、何が洋学校の創設を発議すると、大阪府も洋学校諸職員の任命を行った。同年9月12日には、大阪府は洋学校開設を布告し、何の役宅に洋学校調所が設置され、同年9月22日に、天満川崎の旧営繕司庁跡に仮洋学校が開校されるに至った。同年10月には何礼之助は、「学校之儀ニ付建言」を大阪府と大蔵大丞・山口尚芳に対して提出し、洋学校設立の趣旨とその充実を訴えると、同月には舎密局が、何の原案による「建白七ケ条」を大阪府と大蔵大丞に提出し、舎密局の大学校移管を訴えた。これは舎密局を理化二学の高等教育機関かつ大学校への予備教育機関と位置付けるものであった。
明治2年（1869年）12月3日には、何は洋学校督務を命じられる。同年12月17日には、大学校は大学、開成学校は大学南校、医学校は大学東校と改称された。同年12月22日には、大阪洋学校は民部省の管轄となり、兵庫県洋学校を合併して島町旧代官所跡に移転し正式発足した。同月には舎密局の寄宿舎も完成した。何はこの12月に開校した大阪洋学校で自ら教鞭を執るかたわら『経済便蒙』『西洋法制』などを訳出した。

### 岩倉使節団へ参加
明治4年には新政府による欧米派遣使節（岩倉使節団）に外務省一等書記官として随行する。何礼之の語学力と博識ぶりに各国の代表者も一目置いていたので、交渉が円滑に行えたと唐通事仲間の自慢の種だったと言われる。使節団副使の木戸孝允に附属し、憲法の調査も行い、モンテスキューの『法の精神』を翻訳。のちに『万法精理』として刊行され、自由民権運動に大きな影響を与えた。
明治6年（1873年）7月帰朝。翌年には内務省出仕翻訳事務局御用掛となり、洋書の翻訳・調査にあたった。通訳を務めた木戸孝允や勝海舟らの強い指示を得て、明治9年（1876年）2月に内務権大丞、明治10年（1877年）1月に内務省権大書記官に就いた。明治17年（1884年）12月元老院議官となり、同23年（1890年）帝国議会の発足に伴い元老院が廃止されるまで在職した。同年10月20日、錦鶏間祗候となる。明治24年（1891年）12月22日貴族院勅選議員となり、大和倶楽部、懇話会、庚子会、土曜会、同成会に属した。大正12年（1923年）、死去。享年84。墓は東京都港区の青山墓地にある。
著書はすべて訳書で、上記の『万法精理』のほか、ベンサムの『民法論綱』をはじめ、『政治略原』『英国賦税要覧』『世渡の杖』『開知叢書人事進歩編』『開知叢書人事退歩編』『法律類鑑』など。

## 家族
- 父・何静谷は唐年行司（長崎奉行下の役人）。寛永年間に先祖が明より長崎に渡来して帰化し、代々唐年行司を務めてきた。静谷で10代目[28]。
- 弟・何幸五（何幸五郎）- 本木昌造が長崎でガンブル（William Gamble）から活版印刷を学んだ時の通訳。
- 養子の武は林洞海の子。
- 孫の須磨子（娘・婦美の娘）は男爵赤松則良三男・何盛三の妻[28]。子に何初彦。

## 栄典・授章・授賞
位階
- 1885年（明治18年）2月6日 - 従四位[29]
- 1894年（明治27年）5月21日 - 正四位[30]

勲章等
- 1886年（明治19年）11月30日 - 勲三等旭日中綬章[31]
- 1889年（明治22年）11月25日 - 大日本帝国憲法発布記念章[32]
- 1916年（大正5年）4月1日 - 旭日重光章[33]

## その他の門下生
中嶋永元（中島永元、第三高等中学校／現・京都大学校長）、岡田好樹、嶋田胤則（島田胤則）、佐藤秀顕、中村孟、盧高朗（都新聞／現・東京新聞社長）、野澤鶏一（野沢鶏一、法律家）、小川吉、榊茂夫、服部邦彦、日下義雄、星野親敦、神鞭知常（法制局長官）